# Hans Kindler
Johannes ("Hans") Hendrikus Philip Kindler (Rotterdam, 8 de gener de 1892 - Westerly, comtat de Washington, 30 d'agost de 1949), va ser un violoncel·lista i director holandès/americà que va contribuir a la fundació de la National Symphony Orchestra, de la qual va ser director en cap des de 1931 fins a la seva mort el 1949.
Kindler es va graduar al Conservatori de Rotterdam el 1906 i després va estudiar amb Jean Gerardy i Pau Casals. El 1910 va actuar com a violoncel·lista solista amb la Filharmònica de Berlín, i després esdevingué violoncel·lista principal a l'Òpera de Charlottenburg. L'any següent es va convertir en violoncel·lista principal de l'Òpera de Berlín i va rebre una plaça al Conservatori Klindworth-Scharwenka de Berlín. Entre 1912 i 1913 va fer una gira com a violoncel·lista solista per Europa i després als Estats Units, on de 1916 a 1920 va exercir de violoncel·lista principal de l'Orquestra de Filadèlfia, després de la qual va continuar les seves gires en solitari. El 1927 va esdevenir director amb Leopold Stokowski a l'Orquestra de Filadèlfia, abans que el 1931 fundés la National Symphony Orchestra a Washington i es va convertir en el director principal.